# 貝爾格勒當代藝術博物館
貝爾格勒當代藝術博物館（Музеј савремене уметности／Muzej savremene umetnosti）是位於塞爾維亞首都貝爾格勒的一座美術館。

## 历史
博物館設立於1958年，是歐洲第一個當代藝術博物館。博物館建築由伊萬·安蒂奇設計，他是南斯拉夫戰後最有名的建築師之一。博物館收藏有超過35,000件藝術品。2007年至2017年，該博物館曾暫時關閉以進行整修。

## 外部連結
- Museum of Contemporary Art （页面存档备份，存于）

44°49′10″N 20°26′32″E / 44.81944°N 20.44222°E